# Vijay Hazare Trophy
Die Vijay Hazare Trophy (bis zur Saison 2006/07 Ranji Trophy One-Day) ist ein One-Day-Cricket-Wettbewerb der indischen First-Class Mannschaften, die seit der Saison 2002/03 ausgetragen wird. Rekordgewinner ist Tamil Nadu, dass den Wettbewerb fünf Mal gewinnen konnte.

## Mannschaften
Teilnahmeberechtigt sind die 27 Mannschaften der Ranji Trophy, die in fünf regionale Gruppen (Central, East, North, South, West) eingeordnet werden.
| Team              | Gruppe  |
| ----------------- | ------- |
| Andhra Pradesh    | South   |
| Assam             | East    |
| Baroda            | Wet     |
| Bengal            | East    |
| Delhi             | North   |
| Goa               | South   |
| Gujarat           | West    |
| Haryana           | North   |
| Himachal Pradesh  | North   |
| Hyderabad         | South   |
| Jammu and Kashmir | North   |
| Jharkhand         | East    |
| Karnataka         | South   |
| Kerala            | South   |
| Madhya Pradesh    | Central |
| Maharashtra       | West    |
| Mumbai            | West    |
| Odisha            | East    |
| Punjab            | North   |
| Railways          | Central |
| Rajasthan         | Central |
| Saurashtra        | West    |
| Services          | North   |
| Tamil Nadu        | South   |
| Tripura           | East    |
| Uttar Pradesh     | Central |
| Vidarbha          | Central |

## Sieger
| - 2019/20 Karnataka - 2018/19 Mumbai - 2017/18 Karnataka - 2016/17 Tamil Nadu - 2015/16 Gujarat - 2014/15 Karnataka - 2013/14 Karnataka - 2012/13 Delhi - 2011/12 Bengal - 2010/11 Jharkhand - 2009/10 Tamil Nadu - 2008/09 Tamil Nadu - 2007/08 Saurashtra - 2006/07 Mumbai - 2005/06 Railways - 2004/05 Tamil Nadu und Uttar Pradesh - 2003/04 Mumbai - 2002/03 Tamil Nadu |

## Siege nach Team
- Tamil Nadu 4 + 1 geteilt
- Karnataka 4
- Mumbai 3
- Bengal 1
- Delhi 1
- Gujarat 1
- Jharkhand 1
- Railways 1
- Saurashtra 1
- Uttar Pradesh 1 geteilt